# جوشوا بي. هويل
جوشوا بي. هويل (بالإنجليزية: Joshua B. Howell)‏ هو ضابط أمريكي، ولد في 11 سبتمبر 1806 في ودبيري في الولايات المتحدة، وتوفي في 14 سبتمبر 1864 في بطرسبرغ في الولايات المتحدة.